# Adel Abdullah Al-Falah
Adel Abdullah Al-Falah (arabisch عادل عبد الله الفلاح ʿĀdil ʿAbd Allāh al-Fallāḥ; geb. 1953 in Kuwait) ist ein kuwaitischer Politiker und eine Persönlichkeit des Islams. Er ist stellvertretender Minister für Awqaf und Islamische Angelegenheiten des Staates Kuwait. Er ist Präsident des International Center of Islamic Moderatism “Al-Wasatiyyah” bzw. International Moderation Centre (IMC) (المركز العالمي للوسطية) in Kuwait. Als Vertreter des kuwaitischen Ministeriums für religiöse Stiftungen und Islamische Angelegenheiten spielte er bei der Einrichtung des Wissenschafts- und Bildungszentrum al-Wasatiyya in Moskau (Russland) eine wichtige Rolle, wobei Beziehungen mit den muslimischen Gemeinschaften in Moskau, der Wolga-Region und dem südlichen Russland geknüpft wurden.